# هاينكل هي 59
هاينكل هي 59 (بالإنجليزية: Heinkel He 59)‏ هي قاذفة قنابل وطائرة تدريب ونقل عسكري بمحركين أنتجت في ألمانيا. من صناعة هاينكل. كانت تستخدم بشكل أساسي من قبل سلاح الجو الألماني. كان أول طيران لها في 1931. انتهت خدمتها في 1944. صنع منها 142 طائرة.

## المستخدمون
- سلاح الجو الألماني ( الرايخ الثالث)
- القوات الجوية الفنلندية